# Уманский, Алексей Павлович
Алексе́й Па́влович Ума́нский (17 октября 1923 — 23 декабря 2005) — советский и российский археолог, доктор исторических наук, профессор, заслуженный деятель науки РФ (1994), лауреат премии Демидовского фонда Алтайского края, участник Великой Отечественной войны.

## Биография
Родился 17 октября 1923 году в многодетной крестьянской семье в поселке Горбуновка.
В 1941 году окончил среднюю школу.
С 1942 года в трудовой, а с 1943 года ― в действующей армии. Участвовал в боях за освобождение Украины. Воевал в танковых войсках в Польше, Чехословакии, Германии, штурмовал Берлин и Прагу.
В январе 1946 года поступил на должность лаборанта в Барнаульский педагогический институт, через год экстерном окончил обучение на историческом отделении заочного отделения.
В 1953—1955 годах учитель истории в семилетней школе № 13 Барнаула.
С октября 1955 по август 1963 года старший инспектор по музеям и охране памятников культуры в управлении культуры Алтайского крайисполкома.
С 1963 года ― старший преподаватель в Барнаульском педагогическом институте.
В 1970 году защитил кандидатскую диссертацию «Телеуты и их тюркоязычные соседи в XVII веке (очерк внешнеполитической истории)».
В 1970 году ― доцент, 1976—2002 годах ― заведующий кафедрой.
В 1976 году — заведующий кафедрой отечественной истории в БГПИ, профессор (с 1984 г.).
В 1995—2005 годах ― научный сотрудник лаборатории исторического краеведения.

## Научные достижения
Первые самостоятельные раскопки начинающий археолог провёл в 1951 году близ села Иня в Павловском (ныне — Шелаболихинском) районе Алтайского края. Во время археологической экспедиции были вскрыты четыре кургана сросткинской культуры.
На протяжении тридцати лет Уманский ежегодно участвовал в научных археологических изысканиях по исследованию древних памятников края.
К открытиям, сделанным при непосредственном участии археолога, относятся некрополи андроновской культуры (Кытманово, Нижняя Суетка, Степной Чумыш и др.), поздней бронзы (Новоильинка, Ильинка, Плотинная, Новотроицкое), раннежелезного (урочище Раздумье, Камень II, Масляха, Новотроицкое) и древнетюркского времени (Зайцево, Грязново, Иня и др.).
В Государственном Эрмитаже хранятся вещи уникального захоронения эпохи «великого переселения народов» из Тугозвоново, которые были сохранены для науки благодаря усилиям А. П. Уманского, а также коллекция (более 110 предметов) ювелирных украшений, найденных им в грунтовых могилах андроновской культуры (Кытманово) и в курганах раннежелезного века (ур. Раздумье).
В Институте археологии и этнографии Сибирского отделения Российской Академии наук находятся каменные изделия из Улалинки (в черте г. Горно-Алтайска), которые своей древностью произвели в 1970-х годах настоящую сенсацию в научном мире. Открыл этот памятник академик А. П. Окладников, затем его соратник по археологическим изысканиям А. П. Уманский исследовал их в течение двух сезонов.
А. П. Уманский составил первую археологическую карту Алтайского края. Выпущенная им в 1959 году книга «Памятники культуры Алтая» содержала первый обстоятельный обзор археологических и исторических памятников на территории Алтайского края.
А. П. Уманский опубликовал более 300 научных, научно-популярных и методических работ, в том числе 6 монографий по различным проблемам археологии, истории и этнографии Сибири и Алтая.
На основе новых документальных архивных материалов раскрыл экономическую и социальную структуру телеутского общества, его взаимосвязи с Российской державой, Джунгарским ханством и другими этнополитическими образованиями Южной Сибири и Монголии.

## Награды
За проявленное мужество во время Великой Отечественной войны А. П. Уманский награждён двумя орденами Отечественной войны второй степени, медалями «За отвагу», «За взятие Берлина», «За освобождение Праги», почетным знаком «Отличный танкист», 17 медалями и знаками отличия.
За успехи в научно-педагогической деятельности присвоено звание «Заслуженный деятель науки Российской Федерации» (1994 г.).

## Память
- По инициативе преподавателей БГПУ 13 июня 2006 года на заседании топонимической комиссии г. Барнаула единогласно принято решение установить мемориальную доску «Здесь более 40 лет жил профессор А. П. Уманский» на доме по ул. Пролетарская, 67, открытие которой состоялось 17 октября 2006 года.[6]
- В 2023 году режиссёр Андрей Есаулов снял документальный фильм «УРОК ИСТОРИИ. УМАНСКИЙ А. П.»[7]